# Scorpiurium cucullatum
Scorpiurium cucullatum là một loài Rêu trong họ Brachytheciaceae. Loài này được (Hampe) Hedenas miêu tả khoa học đầu tiên năm 1996.